# Laodicea cruciata
Laodicea cruciata är en nässeldjursart som först beskrevs av Forskål 1775.  Laodicea cruciata ingår i släktet Laodicea och familjen Laodiceidae. Inga underarter finns listade i Catalogue of Life.